# Bruno Schlage
Bruno Schlage (* 11. Februar 1903 in Trutenau, Ostpreußen; † 9. Februar 1977 in Minden, Nordrhein-Westfalen) war ein deutscher SS-Unterscharführer. Er war im KZ Auschwitz als Lageraufseher eingesetzt und wurde 1965 wegen Mordes zu sechs Jahren Zuchthaus verurteilt.

## Leben
Schlage wurde 1903 als Sohn eines Arbeiters geboren. Nach dem Besuch der Volksschule arbeitete er zunächst kurzzeitig bei der Eisenbahn. Danach absolvierte er eine Ausbildung zum Maurer und besuchte die Werkmeisterschule. Er arbeitete danach als Maurerpolier bei einer Königsberger Firma. Nach der Machtergreifung wurde er Mitglied der Deutschen Arbeitsfront, zum 10. April 1940 trat er der SS bei, er war zuerst bei einer Polizeiverfügungstruppe, später bei einer SS-Standarte im besetzten Polen aktiv.

## Auschwitz
Ende 1940 wurde Schlage ins KZ Auschwitz versetzt und war zunächst in der Wachmannschaft tätig. Danach war er in der Abteilung Schutzhaftlagerführung als Blockführer und in Block 11 des Stammlagers in Auschwitz als Arrestaufseher eingesetzt. In Block 11 war ein Keller, in dem unter anderem knapp einen Quadratmeter große Stehzellen eingerichtet waren und in dem Gefangene teilweise verhungerten. Außerdem wurde er in Auschwitz als Kommandoführer von Arbeitskommandos in der Zementfabrik Golleschau beauftragt. Bis zur Evakuierung des Lagers war er Angehöriger der SS-Mannschaften. Zum 1. Mai 1944 wurde er zum SS-Unterscharführer befördert.

## Nachkriegszeit
Ab Mai 1945 war Schlage in polnischer Kriegsgefangenschaft, aus der er am 8. August 1949 freigelassen wurde. Während der Gefangenschaft konnte er seine Tätigkeit in Auschwitz geheim halten. Von Oktober 1961 bis zu seiner Verhaftung am 13. April 1964 war er als Hausmeister tätig, anschließend wurde er in Untersuchungshaft genommen. Er wurde im 1. Auschwitzprozess durch das Schwurgericht Frankfurt am Main 1965 wegen gemeinschaftlicher Beihilfe zum gemeinschaftlichen Mord zu sechs Jahren Zuchthaus verurteilt. Sein vom Zettel abgelesenes Schlusswort lautete: 
„Ich musste meinen Dienst ausführen, so wie es verlangt worden ist. Wir konnten keine Befehle verweigern, als unser Vaterland im totalen Krieg stand. Der Eid auf den höchsten Kriegsherrn war für mich bindend. Wir hatten keine Zeit die Befehle zu überprüfen. Die Befehle waren sofort auszuführen.“
Nachdem ihm im Jahr 1969 Strafaufschub gewährt wurde, kam er aus dem Gefängnis frei. Bruno Schlage starb im Februar 1977.